# Karol Tkocz
Karol Tkocz (ur. 16 lutego 1908 w Szarlocińcu, obecnie część Chorzowa, zm. 17 lipca 1988) – polski działacz partyjny i państwowy, górnik i związkowiec. Poseł do Krajowej Rady Narodowej, wiceprezydent Katowic, przewodniczący Prezydium Wojewódzkiej Rady Narodowej w Katowicach.

## Życiorys
Po ukończeniu szkoły powszechnej pracował w kopalniach „Śląsk” w Chropaczowie (1922–1928) i „Hohenzollern” w Szombierkach (1928–1930). Po 1930 bezrobotny, udzielał się w ruchu związkowym górników i metalowców, wstąpił do Komunistycznej Partii Polski. W okresie II RP trzykrotnie skazywany na kary więzienia za nielegalną działalność polityczną, wyroki odbywał w Katowicach. Od 1940 do 1942 pracował w tartaku w Bytomiu, następnie wcielony przymusowo do armii niemieckiej. Zdezerterował na froncie, przechodząc na stronę Armii Czerwonej. Od 1944 działał w grupie partyzanckiej, walcząc w regionach Równego i Łucka, a następnie Nowego Targu i Wadowic oraz prowadząc działalność wywiadowczą na obszarze Górnego Śląska.
W lutym 1945 powrócił do Polski, został następnie wiceprezydentem Katowic. Wstąpił do Polskiej Partii Robotniczej. W maju 1945 wybrany radnym i przewodniczącym Prezydium Wojewódzkiej Rady Narodowej w Katowicach (dla województwa śląsko-dąbrowskiego); stanowisko to zajmował do października 1949. Należał do inicjatorów powołania i członka Kuratorium Instytutu Śląskiego w Katowicach. W maju 1945 powołany w skład Krajowej Rady Narodowej z okręgu Gliwice, zasiadał w niej do końca kadencji. Był także posłem na Sejm Ustawodawczy (1947–1952). Działał w PZPR m.in. jako członek plenum i egzekutywy Komitetu Wojewódzkiego w Katowicach, a następnie w Opolu, od 1950 był zastępcą przewodniczącego Wojewódzkiej Rady Narodowej w Opolu i przewodniczącym Wojewódzkiej Rady Związków Zawodowych. W 1950 wyznaczony na szefa misji w Niemieckiej Republice Demokratycznej, jednak nie objął stanowiska. W późniejszych latach był dyrektorem do spraw pracowniczych w Kopalni Węgla Kamiennego „Wujek”. 
Autor publikowanych wspomnień. Pochowany na cmentarzu ewangelickim przy ul. Francuskiej w Katowicach.

## Ordery i odznaczenia
- Order Budowniczych Polski Ludowej (1979)[5]
- Order Sztandaru Pracy I klasy
- Order Sztandaru Pracy II klasy
- Order Krzyża Grunwaldu III klasy (25 czerwca 1946)[6]
- Krzyż Oficerski Orderu Odrodzenia Polski
- Krzyż Kawalerski Orderu Odrodzenia Polski
- Złoty Krzyż Zasługi (18 stycznia 1946)[7]
- Krzyż Partyzancki
- Śląski Krzyż Powstańczy
- Medal 10-lecia Polski Ludowej
- Medal 30-lecia Polski Ludowej
- Medal 40-lecia Polski Ludowej
- Medal im. Ludwika Waryńskiego
- Złota odznaka honorowa „Za Zasługi dla Warszawy” (1961)[8]
- Pamiątkowy Medal z okazji 40 rocznicy powstania Krajowej Rady Narodowej (1983)[9]
- Medal "Za zasługi na rzecz przyjaźni między narodami" (1986, nadany przez Ligę Przyjaciół Narodów NRD)[10]
- odznaczenia radzieckie i Niemieckiej Republiki Demokratycznej